# Bogdantsi (Razgrad)
Bogdantsi (Bulgaars: Богданци, Turks: Abdulköy) is een dorp in het noordoosten van Bulgarije, gelegen in de gemeente Samoeil in oblast Razgrad. Het dorp ligt hemelsbreed ongeveer 25 km ten oosten van de stad Razgrad en 300 km ten noordoosten van de hoofdstad Sofia.

## Bevolking
In de eerste volkstelling van 1934 registreerde het dorp 1.032 inwoners. Dit groeide tot een officiële maximum van 1.126 inwoners in 1956. Sindsdien neemt het inwonersaantal af. Op 31 december 2019 telde het dorp 440 inwoners.
Van de 514 inwoners reageerden er 472 op de optionele volkstelling van 2011. Van deze 472 respondenten identificeerden 430 personen zichzelf als Bulgaarse Turken (91,1%), gevolgd door 38 etnische Bulgaren (8,1%) en 4 ondefinieerbare personen (0,8%).
| Etnische samenstelling van de respondenten (2011) | Etnische samenstelling van de respondenten (2011) | Etnische samenstelling van de respondenten (2011) | Etnische samenstelling van de respondenten (2011) | Etnische samenstelling van de respondenten (2011) |
| ------------------------------------------------- | ------------------------------------------------- | ------------------------------------------------- | ------------------------------------------------- | ------------------------------------------------- |
|                                                   |                                                   |                                                   |                                                   |                                                   |
| Bulgaren                                          | Bulgaren                                          |                                                   | 8,1%                                              | 8,1%                                              |
| Turken                                            | Turken                                            |                                                   | 91,1%                                             | 91,1%                                             |
| Roma                                              | Roma                                              |                                                   | 0,0%                                              | 0,0%                                              |
| Anders/Onbekend                                   | Anders/Onbekend                                   |                                                   | 0,8%                                              | 0,8%                                              |

Van de 514 inwoners in februari 2011 werden geteld, waren er 62 jonger dan 15 jaar oud (12,1%), gevolgd door 335 personen tussen de 15-64 jaar oud (65,2%) en 117 personen van 65 jaar of ouder (22,8%).
Bogdantsi · Bogomiltsi · Choema · Charsovo · Goljam Izvor · Goljama Voda · Kara Michal · Krivitsa · Nozjarovo · Ptsjelina · Samoeil · Vladimirovtsi · Zdravets · Zjeljazkovets